# Iglesia católica en Australia

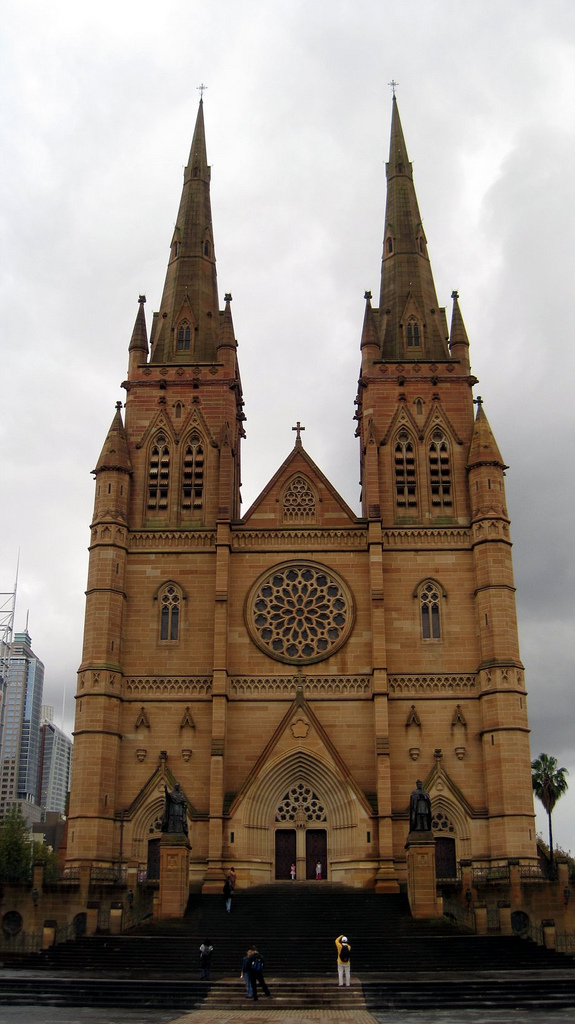
Catedral de Santa María de Sídney.

La Iglesia católica está presente en Australia, país sin ninguna religión establecida pero donde el cristianismo es mayoritario, el catolicismo es la denominación cristiana con el mayor número de seguidores en el país, con un 22,6% declarados en el censo australiano de 2016, habiendo aproximadamente 5,1 millones de católicos australianos.
El catolicismo llegó a Australia con los colonizadores británicos de la Primera Flota en 1788. Los primeros católicos australianos eran principalmente de Irlanda, pero los católicos australianos actuales proceden de una gran variedad de orígenes nacionales. La iglesia es un importante proveedor de servicios de salud, educación y beneficencia: los servicios sociales católicos de Australia brindan ayuda a más de un millón de australianos cada año, y el sistema de la educación católica tiene más de 650.000 estudiantes (21% de la población estudiantil). Australia cuenta con 32 diócesis y 1363 parroquias.

## Conferencia Episcopal de Australia

### Sujeción inmediata
- Arquidiócesis de Camberra y Goulburn
- Arquidiócesis de Hobart

### Provincia eclesiástica de Adelaida
- Arquidiócesis de Adelaida
  - Diócesis de Darwin
  - Diócesis de Port Pirie

### Provincia eclesiástica de Brisbane
- Arquidiócesis de Brisbane
  - Diócesis de Cairns
  - Diócesis de Rockhampton
  - Diócesis de Toowoomba
  - Diócesis de Townsville

### Provincia eclesiástica de Melbourne
- Arquidiócesis de Melbourne
  - Diócesis de Ballarat
  - Diócesis de Sale
  - Diócesis de Sandhurst

### Provincia eclesiástica de Perth
- Arquidiócesis de Perth
  - Diócesis de Broome
  - Diócesis de Bunbury
  - Diócesis de Geraldton

### Provincia eclesiástica de Sídney
- Arquidiócesis de Sídney
  - Diócesis de Armidale
  - Diócesis de Bathurst
  - Diócesis de Broken Bay
  - Diócesis de Lismore
  - Diócesis de Maitland-Newcastle
  - Diócesis de Parramatta
  - Diócesis de Wagga Wagga
  - Diócesis de Wilcannia-Forbes
  - Diócesis de Wollongong